# جمعية بيلانغن للبشر الصغار
جمعية بيلانغن للبشر الصغار هي منظمة هولندية للمرضى الصغار والمرضى الذين يعانون من خلل التنسج الهيكلي. تركز الجمعية على الأفراد الذين يعانون من حالة طبية واحدة أو أكثر من الحالات الطبية المائتين التي تندرج تحت فئة التقزم. يعاني معظم الأعضاء من اضطراب نمو واضح ويكون طولهم أقل من 155 سـم (61 بوصة) المتطوعون مسؤولون عن المنظمة.

## التأسيس
تأسست الجمعية في ديسمبر 1973 على يد ليني فورن ني ماتون)، كمنظمة هولندية تُقدم الدعم والمعلومات لقصارى القامة وعائلاتهم. في غضون عام ونصف من تأسيسها، انضم إليها 500 شخص قصير القامة، وأصبح لدى الجمعية أخصائي اجتماعي وطبيب نفسي. اتضح أن التحديات التي يواجهها قصار القامة أكبر بكثير مما كان يُعتقد في البداية. فقد تبين أن السكن والملابس والمواصلات العامة وطلبات التوظيف تؤدي إلى العديد من المشاكل النفسية والعملية.

## الأهداف
الهدف الرئيسي للجمعية هو تقديم الدعم للأشخاص الصغار حتى يتمكنوا من الحصول على مكان كامل ومساوٍ في المجتمع.
ومن الأهداف الأخرى للجمعية:
- الدفاع عن المصالح المشتركة والفردية للأفراد الذين يستوفون شروط العضوية (وتحدث هذه الدعوة بالمعنى الأوسع وعلى أساس عام).
- الحفاظ على الاتصالات مع الجهات الحكومية وجميع المؤسسات والشركات والأفراد ذات الصلة.[9]
- جذب أو طلب تعاون الأفراد ذوي المعرفة.
- الحفاظ على الاتصالات مع المؤسسات المماثلة في الخارج.

## الأنشطة
يمكن للأعضاء والأفراد المشاركين بشكل مباشر تلقي المعلومات والتعرف على بعضهم البعض ومشاركة الخبرات، مع قيام الجمعية بدور داعم.
تركز الجمعية على زيادة المعرفة العامة حول اضطرابات النمو المختلفة، والسعي لتحقيق المساواة في المعاملة في المجتمع، والدعوة إلى التطبيع الذي يحتضن التنوع
تنظم اللجنة الرياضية فعاليات بالتعاون مع كيانات مثل مؤسسة ديرك كويت ومؤسسة دي هوغسترات لإعادة التأهيل.

## التعاونات
تحافظ الجمعية، باعتبارها منظمة للمرضى المصابين بخلل التنسج الهيكلي، على اتصال وثيق مع مؤسسات مثل مستشفى ويلهيلمينا للأطفال، والمركز الطبي الجامعي بأوترخت، والمركز الطبي الجامعي بماستريخت، والمركز الطبي لجامعة لايدن
الشركاء
تتعاون الجمعية مع أطراف خارجية، بما في ذلك:
- إيدر(في).
- تحالف خلل التنسج الهيكلي.
- الأمم المتحدة. اتفاقية حقوق الأشخاص ذوي الإعاقة.
- مؤسسة ديرك كويت.

الجمعيات الشقيقة
- الجمعية الفيدرالية للأشخاص قصار القامة وعائلاتهم (ألمانيا).
- جمعية النمو المقيد (المملكة المتحدة).
- صغار أمريكا (الولايات المتحدة).
- صغار كندا (كندا).
- رابطة الأشخاص ذوي القامة الصغيرة (فرنسا).

الجمعيات الرياضية
- الاتحاد الدولي لرياضة الأقزام (منظم ألعاب الأقزام العالمية).
- رابطة الأقزام الرياضية في المملكة المتحدة.
- رابطة ألعاب القوى للأقزام في أمريكا.

## روابط خارجية
- الموقع الإلكتروني لجمعية اهتمامات الصغار (BVKM).
- خلل التنسج الهيكلي في هولندا.
- تحالف خلل التنسج الهيكلي.
- Krakow، D.، Rimoin، D. 2010. خلل التنسج الهيكلي. جينيت ميد 12، 327-341.